# مارشال مانيش
مارشال مانيش (بالإنجليزية: Marshall Manesh)‏ هو ممثل أمريكي، ولد في 16 أغسطس 1950 في إيران.

## أعمال

### أفلام
- (1994) ترو لايز[2][3][4]
- (1996) كازام
- (1998) ليباوسكي الكبير[5]
- (2002) سرقة هارفارد
- (2004) هيدالغو[6]
- (2007)  في نهاية العالم
- (2011) 5 أيام من الحرب
- (2014) فتاة تذهب للمنزل وحيدة في الليل[7]

### مسلسلات
- الملفات الغامضة
- إيلياس
- جاغ
- جوي
- موردر
- سكرابز
- كيف قابلت أمكما

## وصلات خارجية
- مارشال مانيش على موقع IMDb (الإنجليزية)
- مارشال مانيش على موقع ألو سيني (الفرنسية)
- مارشال مانيش على موقع أول موفي (الإنجليزية)
- مارشال مانيش على موقع قاعدة بيانات الأفلام السويدية (السويدية)
- مارشال مانيش على موقع قاعدة بيانات الفيلم (الإنجليزية)
- مارشال مانيش على موقع كينوبويسك (الروسية)